# 松潘鹅耳枥
松潘鹅耳枥（学名：Carpinus polyneura var. sunpanensis）为桦木科鹅耳枥属下的一个变种。

## 扩展阅读
- 維基物種上的相關：松潘鹅耳枥